# 森ななこ
森 ななこ（もり ななこ、1985年8月1日 - ）は、日本のAV女優。エイトマン所属。

## 略歴
兵庫県出身。2008年7月13日に『究極の美巨乳AVデビュー Gcup92cm』でAVデビュー。

## 人物
趣味:旅行、映画、読書。
特技:ギター、ピアノ、空手。

## エピソード
14歳で初体験を経験し、15歳の時にはローターを使った自慰を行っていた。
2010年に若妻系女優へ転向しブレイク。若妻作品ブームの火付け役の1人となった。
2011年にAVメーカーのEROTICAにファンとSEXする企画を自ら持ち込み、オーディションには350人が応募し最終的に4人が選ばれた。

## 出演作品

### イメージビデオ
- 芸能未満育成中 3（2008年1月3日、GLAY'z）

### アダルトビデオ
2008年
- 究極の美巨乳AVデビュー Gcup92cm（7月13日、MOODYZ）※AVデビュー作
- ハイパーデジタルモザイクVol.084 森ななこ（8月13日、MOODYZ）
- 魅惑の巨乳女教師 森ななこ（9月13日、MOODYZ）
- 聖水おもらしFUCKスペシャル 森ななこ 桐島ひかり @YOU（10月1日、MOODYZ）全3名
- 可愛い娘限定!イキまくり!イカセまくり!絶頂4時間（10月3日、GLAY'z）
- 公開アクメLIVE（11月1日、MOODYZ）

2009年
- HANABI 18（3月3日、プレステージ）
- 夫には内緒で… 男を誘惑する小悪魔美女（3月7日、BeFree）
- エロ一発妻 ～AVに応募してきた主婦たち17～（4月11日、プレステージ）
- 夫には内緒で… ななこふたたび（7月7日、BeFree）
- SODが地方で見つけた推定Gカップ！！超美巨乳の美人歯科医を仕事中に職場でAV出演させます！（9月19日、SODクリエイト）
- 恋夜【ren-ya】 ～第十七章～（11月3日、プレステージ）
- ボイン大好きしょう太くんのHなイタズラ 森ななこ（11月5日、グローリークエスト）
- 高飛車女教師 陵辱精液まみれ（11月5日、ヒビノ）
- 素人個人撮影 2 私とセックスしてください。（11月19日、ドグマ）
- 変態人妻不倫日記 森ななこ（11月19日、桃太郎映像出版）
- 巨乳秘書のひみつ（12月7日、桃太郎映像出版）
- 陵辱新妻オークション 快楽女壺（12月19日、ヒビノ）
- 成田勤務キャビンアテンダント（12月25日、青空ソフト）

2010年
- 完全主観 一週間7股生活（1月7日、アキノリ）全7名
- 絶倫ナースステーション 3（1月8日、LEO）
- ヤバエロCHIJYO（1月21日、グローリークエスト）全7名
- 奥様欲情日記 こたつの中が君の匂いでいっぱいだ 触っちゃイヤ、主人がそこで寝てるのよ（1月21日、アテナ映像）
- 彼氏がいるのに、見ず知らずの5人の変態おじさんで初めての「イク」体験（1月21日、SODクリエイト）
- 巨乳若妻 2（1月25日、ビッグモーカル）
- 快楽東京アクメサロン（2月4日、アキノリ）全4名
- ドエロ奥さん 7 森ななこ 澄川ロア 沙希（2月12日、LEO）全3名
- 日本国民痴漢記念日（2月18日、アキノリ）全8名
- オレのカミさんとヤラないか? 4（3月4日、グローリークエスト）
- 快楽レズエステ 9（3月4日、アキノリ）オムニバス作品 全8名
- 団地妻の憂い（3月4日、アイエナジー）
- 調教されてゆく人妻10人 快楽に溺れてゆく日常（3月7日、桃太郎映像出版）全10名
- 泣く女 No2（3月18日、KEU）オムニバス作品 全4名
- 脱がせてみせます！業界で評判の誰もが1秒で恋に落ちる知的でグラマラスな美人マネージャー 4（4月6日、ディープス）（「橋本優花」名義）全3名
- 職場で欲情する巨乳美女10人 アソコがじんわり濡れてしまう淫らな私（4月7日、桃太郎映像出版）全10名
- ローション競泳水着 02 あのあるる 森ななこ（4月9日、TMA）
- 巨乳診断書 10（4月15日、グローリークエスト）
- 実録都市伝説 深夜に現れる痴女を検証取材 2（4月15日、グローリークエスト）
- 淫語オナホールコキ（5月1日、Fetishist/妄想族）全7名
- 「誰にも気づかれない机の下の脚コキはSEXより気持ちいい？！綺麗すぎて彼氏が出来ない脚線美女に足をからませたら…」 VOL.1（5月13日、DANDY）全5名
- 上司のセクハラにパンツを濡らしながら耐えるオヤジ好みのまじめな女子社員（5月27日、ナチュラルハイ）全5名
- ママのリアル性教育（6月3日、グローリークエスト）
- 今日、義姉さんと銭湯へ（6月7日、マドンナ）
- 図書館で声も出せず糸引くほど愛液が溢れ出す敏感娘 4（6月10日、ナチュラルハイ）全5名
- ナース-1グランプリ2010 こんなナースが欲しかった!アナタが決める1億2000万人の『僕だけの白衣の天使◆』選手権 森ななこ 和葉みれい 葉月しおり（7月8日、ディープス）全3名
- 舞ワイフ ～セレブ倶楽部～ 08 小向まな美 森ななこ（7月22日、AROUND）（七瀬美香 役）
- 人妻恥悦旅行（8月5日、グローリークエスト）
- 女子アナ痴漢（8月5日、ナチュラルハイ）全4名
- 旦那の前で犯され妻（8月19日、VENUS）
- ギャルフェラチオ 2（8月27日、クリスタル映像）全16名
- 義母相姦 美乳母に夢中の息子たち（9月1日、VENUS）
- お前の妻そんなにいいなら俺に抱かせろよ（9月2日、タカラ映像）
- 子育てで無防備になる○稚園ママのカラダと抑えきれない性欲 森ななこ 美月怜（9月23日、SODクリエイト）
- 一人きりのマンズリ本気オナニーを見られたのに開き直って襲い掛かかる淫乱女 藤崎クロエ 森ななこ 榊なち（9月23日、ディープス）全3名
- 僕の上司は痴女（10月1日、ワンズファクトリー）
- ホンモノ素人宅に訪問！童貞くんを森ななこが筆おろし（10月7日、グローリークエスト）
- 超高級美少女レズ・ソープ嬢 プレミアム Vol.3（10月7日、ディープス）全4名
- 夫よりも義父を愛して…。（10月7日、マドンナ）
- パンスト猥褻遊戯（10月7日、グローリークエスト）全10名
- 恥ずかしい美尻交尾とM男いじめ（10月25日、実録出版）
- 馬乗り ディルドーオナニー 2（11月1日、ワンズファクトリー）全10名
- OLのアフター7シリーズ 25 「全部気持ちイイです」とヨガリながら潮を吹き出す 上品なEカップOL 銀座系OL入社5年目（11月12日、アップス）
- 美脚×ローライズ短パン×露出デート（11月13日、マルクス兄弟）
- 思春期の性欲処理係 女教師レズペット 森ななこ先生 森ななこ あすかみみ 園田ユリア ほか（11月18日、LADY×LADY）
- コキ尻美人 極上尻10人（11月18日、グローリークエスト）全10名
- 極上巨乳4人娘がイク!!プールサイドでお客さんにバレない様にオマ○コいじられまくりのアルバイト（11月18日、SODクリエイト）全4名
- いいなり。飼育日記（12月1日、GLAY'z）
- 綺麗なお姉さんの粘着アナル舐め手コキ（12月1日、ワンズファクトリー）全7名
- み～んな一緒に筆おろしましょ（12月2日、タカラ映像）
- となりの巨乳お母さんが僕の家にやって来る! 3（12月16日、グローリークエスト）
- 「DANDYちょいワル2010総力戦SPECIAL 勃起を見てもせんずりを見ても動じないガードが固い絶世美女に229人の女たちを欲情させた鉄板ワザを全部しかけたらヤられるか？」森ななこ 雨宮琴音（12月23日、DANDY）
- 浮気妻 夫は知らない妻の日常生活（12月24日、アテナ映像）
- 正義の美少女探偵まぼろしスキャンティ 危機一髪!（12月24日、ギガ）

2011年
- ノーパン《Boinボイン》女子社員 森ななこがあなたの会社で働きます。（1月7日、GLAY'z）
- 僕の妻は仕事の評価をカラダで…（1月13日、プレステージ）
- Working Woman’s Legs BEST 働く女10名の美脚（1月14日、青空ソフト）全10名
- 淫語痴女 見下し・辱め・寸止め中毒の女 森ななこ（1月19日、ドグマ）
- 森ななこの鬼コキ!!ド淫語で叱られ手篭めにされちゃった僕。 森ななこ（1月19日、VENUS【レーベル　ULTIMA】）
- めざましフェラチオ（1月20日、グローリークエスト ETC-86）全20名
- ガチンコ夜這い大作戦（1月20日、SODクリエイト）全4名
- アナタの職場にGカップ浅乃ハルミちゃん森ななこちゃんを‘こっそり’派遣します! 浅乃ハルミ 森ななこ（1月20日、SODクリエイト）
- いいなりレンタル妻 5 森ななこ（2月3日、グローリークエスト）
- 女のカラダはダイヤモンドプロポーションで選ぶ（2月13日、E-BODY）
- 犯られまくる淫乱ドM女教師（2月16日、マキシング）
- 僕はパンストが大好きで、あの素肌とは異なったナイロン特有のいやらしいテカリと感触の虜なんです。（2月17日、グローリークエスト）全10名
- 友人の母親 森ななこ（2月19日、VENUS）
- ネオパンストフェティッシュVer.20 スタイル抜群のななこちゃんは、おっとりエロ優しいノーパンパンストレースクイーン（2月25日、AVS）
- 「最高に気持ちいぃ～」フェラチオ。 4時間SP（3月2日、グレイズ）全25名
- 逃亡妻 ～NANAKO～（3月7日、マドンナ）
- 3D近親相姦 ヨゴサレタ義母 四丁目の夕日 森ななこ（3月10日、グローバルメディアエンタテインメント）
- 10周年プレミアム作品 四組の巨乳団地妻近親相姦ドラマ集 実録・団地妻の憂鬱（3月10日、グローバルメディアエンタテインメント）全4名
- 夫の同僚を愛してしまった若妻（3月13日、溜池ゴロー）
- 麗しの美巨乳人妻（3月16日、マキシング）
- 隣に住んでいる美人お姉さんの、熱い接吻と抱擁（3月25日、美）
- 美熟女レズビアン ～永遠の誓いは淫らに揺れて～ 伊島香織 森ななこ（4月7日、マドンナ）
- 満員電車で巨乳すぎて胸が密着してしまう女は痴漢されても拒めない 3（4月7日、ナチュラルハイ）全5名
- 熟女レズ エロマゾふたなり人造人間 森ななこ 桐原あずさ 瀬奈ジュン（4月10日、グローバルメディアエンタテインメント）全3名
- 淫乱感染病棟 第四章（4月16日、マキシング）
- ママはAV女優（5月5日、グローリークエスト）
- 肉食ドMレディ（5月5日、ドリームチケット）
- 義姉凌辱調教 ～美しき麗奴～（5月13日、溜池ゴロー）
- 風俗ちゃんねる 26（5月16日、マキシング）
- STRIKE 出会い系で待ち合わせたら、来たのはAV女優だった（5月19日、グローリークエスト）
- 旦那さんの借金のカタにマ○コにぶち込まれ助けてくれた義理の姉も犯されてレズもやらされ順番に辱められた姉妹若妻 森ななこ 管野しずか（5月19日、ヒビノ）
- 夫に寝盗らされた巨乳妻 森ななこ（5月20日、STAR PARADISE）
- 人妻不倫旅情 03（5月27日、青空ソフト）
- 誰にも言えない禁断のレズ恋愛 親友のママに愛されて… VOL.5 成瀬心美 森ななこ（6月4日、ディープス）
- 息子に飼われた義母（6月7日、マドンナ）
- ガーターストッキング女教師 雨宮琴音 門田まつり 森ななこ（6月10日、TMA）全3名
- 若妻不倫温泉 22 森ななこ（6月10日、S級素人）
- リアルドキュメント 森ななこ（6月16日、マキシング）
- クリトリスオナニー Vol.3（6月17日、OFFICE K’S）全5名
- 競泳水着のレズ若妻と勃起チ○ポ 森ななこ 桐原あずさ（6月18日、ヒビノ）
- オナニー・パラノイア 森ななこ（6月19日、ドグマ）
- 淫乱巨乳ソープ嬢 森ななこ（6月19日、乱丸）
- 302号の桃尻奥さん。 森ななこ（7月7日、タカラ映像）
- 借金まみれの人妻が裏撮影会で肉体返済 森ななこ（7月7日、Nadeshiko）
- Shake Body Ver.21 森ななこ（7月13日、AVS）
- お義父さん、やめて下さい。 森ななこ～義父に犯された美巨乳妻～（7月13日、溜池ゴロー）
- イキまくる絶頂女神。（7月16日、マキシング）
- ママ母と行った思い出の伊豆旅行（7月21日、グローリークエスト）
- ファン様の夢、かなえます。（7月22日、EROTICA）
- ストリップ劇場で舞う若妻 ～ストリップ劇場で舞う母 番外編～（7月25日、マドンナ）
- ドスケベ家政婦の卑猥なお仕事（8月1日、VENUS）
- ボイン大好きしょう太くんのHなイタズラ 森ななこの近所の奥様編（8月4日、グローリークエスト）
- アネキが水着に着替えたら（8月6日、タカラ映像）
- ご無沙汰ですよ、美乳未亡人5年ぶりの男根（8月12日、Nadeshiko）
- かわいい素人50人斬り!! 2枚組8時間（8月12日、青空ソフト）全50名
- 森ななこ×ボンテージQUEEN（8月16日、マキシング）
- ヌル撮 オイルマッサージ 師弟関係（8月18日、グローリークエスト）
- 「熟女の口はもっと嘘をつく。」 熟雌女anthology ＃072（8月19日、アウダースジャパン）
- VIP専用巨乳レズビアンソープ 森ななこ 辺見麻衣 東尾真子（8月20日、LADY×LADY）全3名
- 快楽悩殺的痴女遊戯 第九章 森ななこ（8月25日、AVS）
- 爆乳痴女ナース（8月25日、美）全4名
- 人妻の恥ずかしいお仕事 ～カップル喫茶で働く美乳嫁～（8月25日、マドンナ）
- 制服OL立ちバックレイプ 雨宮琴音 門田まつり 森ななこ（8月26日、TMA）オムニバス作品 全3名
- 優しい淫語と寸止めヌルヌル手コキ20人（9月1日、グローリークエスト）全20名
- 網タイツ NICE BODY 4時間（9月2日、GLAY’z）全25名
- 回春◆巨乳サロン 森ななこ（9月5日、ワープエンタテインメント）
- お仕事中のお姉さんは職場で制服のままM男の乳首をイジるのがお好き（9月5日、ドリームチケット）全9名
- あなた、許して…。 -罪悪感と絶頂の狭間で-（9月7日、アタッカーズ）
- 「駅前に洗体エステできたでしょ？あそこって男子に体を洗ってもらえて、その先に特別なコースがあるみたいよ。だから、セックスで綺麗になるっていうか…」大人女子、28歳 化粧品販売会社勤務（9月8日、ナチュラルハイ）全4名
- 恋するサプリ -年下のカレ-（9月8日、SILK LABO）
- 脱がないお姉さんに抜かれたい（9月15日、ワープエンタテインメント）全10名
- 湯けむり近親相姦 母子入浴交尾 森ななこ（9月19日、VENUS）
- デート中のカップルから彼氏を寝盗り！？森ななこが彼女にバレないように彼氏をこっそり誘惑。その場で即エッチ！（9月22日、ATOM）
- 絶対に手を出してはいけない相手を夜這いしちゃった俺 4（9月22日、アキノリ）全4名
- 卑猥なマドンナ（9月24日、HMJM）
- 全裸家事代行サービス（10月6日、アキノリ）オムニバス作品 全4名
- 癒らし。 VOL.84（10月7日、アウダースジャパン）
- イグイグ大乱交 森ななこ 妃乃ひかり 大堀香奈（10月19日、乱丸）全3名
- この妻の浮気現場（10月20日、プレステージ）
- ママのリアル性教育 BESTセレクション（10月20日、グローリークエスト）全6名
- ホンモノ素人宅に訪問! 童貞筆おろし BESTセレクション（10月20日、グローリークエスト）全5名
- 召し上がれ！人妻3人クッキング 紗奈 羽月希 森ななこ（10月28日、ケイ・エム・プロデュース）全3名
- 麗しの巨乳若妻。ななこ（11月1日、光夜蝶）
- 私立INRAN病院 爆乳ナースステーション（11月1日、プレステージ）全5名
- 美しい美熟女たちの夢の出張サービス（11月1日、MOODYZ）全4名
- 家族にバレないように兄貴の嫁とやっちゃった俺（11月5日、アキノリ）全4名
- 夜行バスで偶然隣りの席に座った娘が好みで可愛かったので強引に迫ってみたら… 小坂めぐる 森ななこ さとう遥希（11月10日、プレステージ）全3名
- 弄ばれた人妻訪問販売員（11月10日、プレステージ）
- お客様が選んだ30タイトル8時間（11月17日、グローリークエスト）全30名
- 出産して急激に感度があがったママチャリ早漏妻 3 森ななこ 横山みれい さとう遥希（11月19日、ナチュラルハイ）全3名
- 淫乱美ッ痴103本番SEX8時間（11月25日、美）全95名
- 小汚いワンルーム住まいの僕だけど、掃除専門のお手伝いさんを雇ってエッチなグッズを見せつけたら女の子とヤラしいことができた。 全国各地の家政婦派遣センターから超美人看板娘を集めましたSP（12月8日、Hunter）全5名
- こども家庭教師センター 森ななこ（12月15日、グローリークエスト）
- 美3周年記念作品 PERFECT STYLE痴女集団4時間SPECIAL（12月25日、美）全9名

2012年
- 巨乳娘限定!111人の立ちバック 8時間（1月1日、NIRVANA）全111名
- 僕だけの巨乳女教師ペット 森ななこ（1月13日、溜池ゴロー）
- 巨乳アイドル PREMIUM BEST 2枚組8時間（1月13日、トータル・メディア・エージェンシー）全24名
- うしろからズブっと!!（1月15日、ワープエンタテインメント）
- 近親相姦 寝取られ物語 ああ無情!! 妻と息子のSEX羞恥（1月19日、VENUS）
- 逆痴漢Ｗ痴女 木下若菜 森ななこ（1月25日、美）
- 弟の巨乳嫁（2月7日、マドンナ）
- 働く女のタイトスカートしか見たくない！4時間（2月10日、TMA）全6名
- 麗しの熟女湯屋 新婚ラブラブ専門店 巨乳スレンダー妻 森ななこ 27歳（2月10日、グローバルメディアエンタテインメント）
- 麗しの熟女湯屋 新婚ラブラブ専門店（2月10日、グローバルメディアエンタテインメント）
- 馬乗りジャンキー 森ななこ 水城奈緒（2月13日、E-BODY）
- 接客中に顔を紅潮させながら感じまくるバイト娘 4 ～中華料理店、ゲームセンター、八百屋、メガネ専門店～（2月13日、ナチュラルハイ）全4名
- 18歳えりかちゃんと近親レズえっち! ああ…ななちゃんやめて! わたしの乳首がイッちゃうのぉ…（2月16日、マキシング）
- 巨乳＆爆乳 8時間48人（2月16日、マキシング）全48名
- 酔った隣の奥さんが僕らの家にやって来た（2月28日、小林興業）
- わいせつ団地妻（3月1日、VENUS）
- 美脚ショートパンツ娘しか見たくない！4時間（3月9日、TMA）全6名
- となりの巨乳お母さんが僕の家にやって来る! BESTセレクション（3月15日、グローリークエスト）全6名
- 団地妻レズビアン 5 森ななこ 西尾かおり（3月19日、アンナと花子）
- ED治療クリニック 本物治療院 森泌尿器科 森ななこ 雨宮琴音（3月22日、V&Rプロダクツ）
- 女子社員狩り HYPER BEST 2枚組8時間（3月23日、トータル・メディア・エージェンシー）全20名
- 嫁のケツがエロ過ぎて我慢できんわい！（3月25日、マドンナ）
- ソープランド介護施設 2（4月5日、SODクリエイト）全4名
- 近所で噂の美しすぎる団地妻 昼下がりの裏バイト 日向彩 森ななこ 大堀香奈（4月25日、アリーナエンターテインメント）全3名
- 8人の人妻潜入捜査官 ～狙われた特捜0課！！淫欲の大捜査線～（4月25日、マドンナ）全8名
- 夫の目の前で犯されて ―強姦管理人―（5月7日、アタッカーズ）
- 家政婦に媚薬を飲ませたら効きすぎてアヘ顔でイキまくるほど犯されたがって困った 森ななこ 大堀香奈 大槻ひびき（5月10日、ナチュラルハイ）全3名
- ストリップ劇場で舞う母 総集編8時間（5月25日、マドンナ）全6名
- ザ・寝取られ映像 部下の嫁とやっちゃった（6月25日、サイドビー）
- 完璧すぎる最上級ボディ8時間（6月25日、美）全33名
- 美人OLの淫乱性生活 思わずしゃぶりつきたくなるエロい体つきの美女編（7月13日、Up'S）全5名
- 隣の若妻さん 森ななこ（7月13日、溜池ゴロー）
- 有名女優の洗ってない臭～いチ○ポをしゃぶってくれますか？（7月19日、V&Rプロダクツ）全10名
- Wお姉さん、ごっくん犬を飼う。 芦名未帆 森ななこ 夏希アンジュ（7月19日、エムズビデオグループ）全3名
- OPPAIエステスペシャル 上品なお姉さんと3時間50分（7月19日、OPPAI）全4名
- ザーメンエステで火照る人妻 森ななこ 水嶋あずみ 木下若菜（7月27日、おかず。）全3名
- 絶対パンスト 森ななこ（8月1日、ムーディーズ）
- 「目隠し」「耳栓」「拘束」で『視覚』『聴覚』『自由』を奪われ自分にしか聞こえない脳に響く震動音に狂う絶頂痙攣女 2 森ななこ 大城かえで 星崎アンリ（8月9日、ナチュラルハイ）全3名
- あなたの奥様いただきます!! 8時間（8月10日、おか熟。）全10名
- 麗しの美人OL 8時間 Special（8月10日、BAZOOKA）全10名
- 深夜病棟で犯されて… 森ななこ（8月13日、溜池ゴロー）
- OPPAIアングル 優しく僕等を叱ってくれる綺麗なノーブラお姉さん 森ななこ（8月19日、OPPAI）
- 隣の新妻 森ななこ（9月14日、ケイ・エム・プロデュース）
- ワケあり回春マッサージ 5 ～カラダで稼ぐ人妻達～（9月21日、BAZOOKA）全5名
- バックファイヤー 四つん這いの体勢からシッポのように出たチ○ポ（10月1日、MOODYZ）全13名
- 究極のオッパイを探せ！巨乳ハンター 4時間 2（10月12日、BAZOOKA）全5名
- 「孫の先生 清楚な女教師を虜にさせる愛撫の作法」森ななこ 波多野結衣 岩佐あゆみ（10月18日、SODクリエイト）全3名
- 指コキ 1本の指で竿をなぞるように刺激し射精へと誘う匠の業（11月1日、MOODYZ）全15名
- 疼きが止まらない美女限定の絶頂本番ベスト8時間（11月13日、溜池ゴロー）全41名
- 俺専用、人妻OL。 森ななこ（11月15日、グローリークエスト）
- 巨乳オフィスレズビアン ～肉食キャリアな先輩のヒワイな社内新人教育～ 森ななこ 知世奏（11月19日、OPPAI）
- 「ワザと看護師にせんずりを見せつけたらヤられるか？」 VOL.6（11月22日、DANDY）全5名
- 入院中の性処理を母親には頼めないからお見舞いに来た叔母にお願いしたら優しい騎乗位でこっそりぬいてくれた（12月6日、ナチュラルハイ）全4名
- 糸引きOLレズビアン 森ななこ 早乙女ルイ（11月19日、ゆり★ゆり）

2013年
- 奴隷ソープに堕とされた人妻10（2月7日、アタッカーズ）
- ボイン大好きしょう太くんのHなイタズラ BEST セレクション（2月7日、グローリークエスト）全12名
- あなた、ごめんなさい 夫以外に抱かれる奥さん 森ななこ 椎名ひかる 澤村レイコ（2月25日、サイドビー）全3名
- 「路線バスで美淑女の透けパン尻に勃起チ○ポを擦りつけてヤる」 VOL.2（3月7日、DANDY）全4名
- 「『もうSEXするまで帰らないからね！』アダルトビデオを超真剣に見るインテリ同僚の姿に思わず勃起したらヤられた」 VOL.2（3月7日、DANDY）全5名
- 淫らな若妻8時間（4月2日、プレステージ）全12名
- 至極のアナル舐め手コキ（4月13日、マルクス兄弟）全30名
- 媚薬を飲まされた人妻デッサンモデルは裸を見られるだけで「セックスを求める」女の我慢汁を垂れ流す 向井恋 篠田ゆう 森ななこ（4月25日、ナチュラルハイ）全3名
- ママのリアル性教育（5月2日、グローリークエスト）
- 人妻奴隷ペット（5月16日、MAXING）
- 痴女伝説 ーM男悶絶物語 Iー（5月17日、BowBow）全5名
- 疼きが止まらない美女限定の絶頂本番ベスト8時間（5月24日、溜池ゴロー）全41名
- 快楽に溺れた女教師8時間総集編（6月13日、溜池ゴロー）全18名
- 森ななこがアナタのオナニーを猛烈にサポートしてくれるビデオ（6月16日、MAXING）
- 縛られた人妻 ～妻を麻縄に寝取られて…～（7月7日、マドンナ）
- 非日常的悶絶遊戯 SMバーでバイブ責めされてしまう奥様、ななこの場合（7月13日、AVS collector’s）
- レズ風俗にハマる女たち ～Lesbian Girls Club～（7月13日、U&K）全6名
- もの凄い巨尻美熟女40人のデカ尻弾む超絶ファック8時間（7月24日、マドンナ）全40名
- あなたに愛されたくて。 森ななこ（8月7日、アタッカーズ）
- 妻が他人と愛し合う濃密不貞情事8時間（9月13日、溜池ゴロー）全19名
- 熟女レズ義姉妹 美しき淫欲体…猥雑に絡み合う体液と二人の運命 川上ゆう 森ななこ（9月19日、VENUS）
- エクササイズボディ Ver.9 森ななこ（9月25日、AVS collector’s）
- 素人さん大集合! AV女優VS素人男優4時間（9月25日、MARX）全20名
- 絶頂!そしてその理由… ドラマシーンもしっかり収録! イカされた白衣の女達8時間（10月13日、溜池ゴロー）全13名
- 僕だけの巨乳女教師ペット総集編（10月13日、溜池ゴロー）全6名
- スケ透け挑発物語 第三話 森ななこ（10月25日、AVS collector’s）
- 巨乳で筆おろし♥ ショタ好き痴女お姉さん（11月1日、WANZ FACTORY）
- ねっとり 激情濃密SEX3本番（11月1日、蜜月）
- 美人妻爆乳下宿 ～淫らな若奥様と、ひとつ屋根の下～（11月7日、PREMIUM）
- 熱帯夜（11月13日、溜池ゴロー）
- ドリームステージ ベスト美乳女優ランキング20 8時間 II（11月15日、ドリームステージエンタテインメント）全20名
- 大きなおっぱいと極上パイズリ特濃挟射8時間（11月19日、OPPAI）全50名
- 国際空港キャビンアテンダント御用達の高級南仏式オイルエステ！催淫ドリンクを服用し細胞レベルまで敏感になった身体を痙攣させながら激イキする 巨乳人妻CA 新山かえで 森ななこ 綾瀬れん（11月21日、DEEP'S）全3名
- エッチ大好きお姉さんの自画ハメ撮りSEX（12月1日、WANZ FACTORY）
- 熟女露出 日本全国36スポット 海、山、川で熟マ●コ全開丸出し!!!（12月7日、桃太郎映像出版）全16名
- 女教師監禁レイプ 自宅を占拠され生徒にイカされ続けた若妻の3日間（12月13日、溜池ゴロー）
- ななこママとのやらしい生活（12月19日、VENUS）
- 中華なると原作 最新作コミック実写化!! 人妻雪絵 ～喉腰悦楽園～（12月25日、マドンナ）
- 日常的猥褻セクハラ劇場 第九章 森ななこ 稲川なつめ 仲丘たまき（12月25日、AVS collector’s）全3名

2014年
- ランジェリーナ ななこ（1月1日、ワンズファクトリー）
- 極上尻 森ななこ（1月2日、グローリークエスト）
- 妻の勝負下着 ～夫には決して見せない姿～（1月13日、溜池ゴロー）
- 夫の隣でバレないように巨乳妻とセックス 森ななこ 杉原えり（1月25日、サイドビー）
- アラサーOLナンパ中出し in 働くいいオンナの街・有楽町（2月10日、ホットエンターテイメント）全5名
- 黒パンストSTYLE ～パンスト×美脚×SEX～（3月6日、グローリークエスト）全4名
- 人妻質屋 ～私でお金を貸して下さい～ 森ななこ（3月7日、ORGA）
- あいつは俺の言いなりだ 親愛なる絶対服従女 木下若菜 森ななこ（3月25日、サイドビー）
- 品格のあるキャビンアテンダントの美脚ガニ股研修 お客様のためにどんなときでも笑顔でパンスト脚を大胆に開くCAたちの鬼研修に完全密着（4月10日、DEEP'S）全5名
- チンポコ・マグニチュード ボッキ・チンポコ 男だって潮吹きアクメ（4月19日、Dogma）
- 森ななこが本性さらす不倫旅（4月20日、MUGEN）
- 日焼けあとが眩しい美巨乳ワイルドビッチ 森ななこ（5月1日、Fitch）
- 僕の目の前で、嬉しそうに他人のチンポをむさぼる妻（5月1日、Doスケベ/妄想族）
- 奥さん、巨乳で誘惑してる?（5月20日、STAR PARADISE）全6名
- 月刊熟女秘宝館 熟れすぎた柘榴の馨しき花弁（5月20日、NEXT GROUP）全8名
- イイオンナの吸い付くような本気のフェラチオ2 18人4時間（6月1日、蜜月）全18名
- あなたへ 今晩、ゆきこの家に泊まります。（6月7日、マドンナ）
- あなた、やめてっ! お願い、こんな所でっ!! 嫌がる妻をベットに引きずりこんで中出しっ!! ～実家編～（6月13日、LEO）共演：春原未来
- 精子ヌキ狂い30連発!（6月16日、MAXING）
- 働く挿入お姉さん（7月11日、BAZOOKA/ケイ・エム・プロデュース）全5名
- 100人8時間 悶え感じる淫らな美熟女たち（7月11日、ケイ・エム・プロデュース）全100名
- 緊縛肉奴隷 人妻調教（7月16日、MAXING）
- 絶対にヤリたい美人専業主婦たちと4時間ずっとSEX 2（7月25日、S級素人）全4名
- カラダの良い現役高学歴CAの卑猥な休日SEXライフ4時間（8月8日、BAZOOKA/ケイ・エム・プロデュース）全4名
- オッパイの大きい僕の叔母さん（9月5日、カマタ映像）
- 背徳の聖職者（9月7日、ATTACKERS）
- 帰省妻レズ調教 ～夫の生家に一人きり…嫁小姑レズビアン～（9月7日、ビビアン）全4名
- 最高の女とは他では味わえない巨乳という武器を持つ（9月12日、BAZOOKA/ケイ・エム・プロデュース）全4名
- 尽きない快楽、愛液にまみれて。（9月19日、TEPPAN）
- オナニー・パラノイア ベスト（9月19日、ドグマ）全5名
- 有名女優のガチSEX 8時間（10月1日、蜜月）全12名
- 美人女将に誘われて… 大量潮吹き欲情温泉 森ななこ（10月7日、BeFree）
- 狩人たちの謝肉祭 森ななこ（10月7日、ATTACKERS）
- イヤらしい熟女姉妹 森ななこ 夏川美久（10月31日、ドリームステージ）
- 誘う人妻たち8時間 星野あかり 水沢真樹 黒木麻衣 浜崎りお 森ななこ ほか（11月13日、溜池ゴロー）多数出演
- 究極ゴックンメーカーM’sVideoGroup9周年99タイトル8時間 希咲エマ 中島京子 市川まほ 森ななこ ほか（12月19日、MVG）多数出演
- 縛られた人妻 総集編8時間（12月25日、マドンナ）全8名

2015年
- 家庭教師3人に甘やかされながら子作り 神波多一花 夏目優希 森ななこ（1月1日、ZUKKON/BAKKON）全3名
- 緊縛温泉 ～服従の美姉妹縄宴～ 森ななこ 澤村レイコ（1月7日、マドンナ）
- 夫には言えない羞恥の性癖（2月7日、ATTACKERS）
- あなたへ 今晩、友達の家に泊まります。 総集編 8時間（2月25日、マドンナ）全8名
- 昭和姦通物語 ～性虐された人妻家政婦～（3月13日、ORGA）
- 俺と冴子さんと寝取られメール 本田莉子 佳苗るか 森ななこ（3月27日、ZIZ）全3名
- 私、実は夫の上司に犯され続けてます…（4月13日、溜池ゴロー）
- 下着をつけたままで貪る人妻のヤラしい性交 PART2 8時間 稲川なつめ 一乃瀬レイナ 冴島かおり 森ななこ ほか（4月13日、溜池ゴロー）多数出演
- 高画質! Madonna選抜メンバー24人の神巨乳BEST8時間 1人あたり約20分収録で神巨乳をじっくりゆっくり堪能!（4月25日、マドンナ）全24名
- 平日の昼間、主人はいません。会いたいヤリたい盛りの不倫妻 森ななこ 宮本紗央里 澤村レイコ（5月2日、LEO）全3名
- お口に全部ちょうだい働くお姉さんの口内発射 39発480分 青山菜々 有森涼 蓮実クレア 森ななこ ほか（5月7日、BeFree）多数出演
- 回春エステサロンで働く100人8時間 BEST（5月8日、BAZOOKA）全100名
- 日焼けあとが眩しい爆乳＆美巨乳ワイルドビッチBEST8時間（7月1日、Fitch）全6名
- あなたに愛されたくて。 完全保存版 001（7月7日、アタッカーズ）※総集編 全4名
- 隣の若妻さん8時間（7月13日、溜池ゴロー）全7名
- 隣の団地妻 森ななこ（7月20日、STAR PARADISE）
- 高画質! 美巨乳痴女31人 日替わりFUCK8時間（8月25日、美）全31名
- ○応○塾大学病院の女医が通う指圧医療マッサージ施術院 4（9月1日、変態紳士倶楽部）全4名
- 熟女はキスをガマンできない（9月4日、ドリームチケット）
- チ○ポを挟んで咥えて離さない! パイズリフェラチオ 30射精8時間（10月7日、BeFree）全30名
- いきなりパンツ脱がせてM字開脚 恥じらいの美熟女ドエロマ●コ 4 森ななこ 美泉咲 北条麻妃（10月9日、LEO）全3名
- レジェンド・オブ・BAZOOKA 100人8時間（10月9日、BAZOOKA）全100名
- 見つめられるの弱いんでしょ?（12月1日、ANNEX (無言)/HERO）
- 人妻中出したっぷり7連発!! 2（12月4日、LEO）全7名

2016年
- ノンケで真面目な同僚ばかりを喰らう美人レズ女教師マジ口説き盗撮（1月1日、変態紳士倶楽部）全5名
- ホテル従業員に逆恨み中出し激ピストンされ燃えイキするセレブ妻今藤霧子 橘ひなた 森ななこ（1月15日、ロータス）全3名
- 巨乳水着ギャルばかりを狙う海の家ナンパエステ 4（2月1日、変態紳士倶楽部）全6名
- 裏切られた性善説 慈善家の妻・聖美（2月7日、ATTACKERS）
- 無防備すぎるスケベお姉さんをたらしこむ、いたずら大好きおねショタえっち 8時間（5月19日、ROOKIE）全15名
- 夫の為なら何でもします… 肉体を捧げる美人妻 北条麻妃 森ななこ（5月20日、STAR PARADISE）
- 近所の団地妻に勃起薬を飲まされて、いきなりしゃぶられて発射させられて、中出しで筆おろしまでされてしまった僕。2 卯水咲流 森ななこ 白石みお（7月8日、LEO）全3名
- ママのリアル性教育 BEST VOL.4（8月18日、グローリークエスト）全8名
- 露天風呂濃厚性交映像集 2枚組8時間（8月26日、トータル・メディア・エージェンシー）全17名
- 極上美尻TバックBEST 2（9月1日、ワンズファクトリー）全20名

2017年
- 夫の目の前で犯されて― 外伝 あなた嘘よ、信じないで! 澤村レイコ 森ななこ（2月13日、ATTACKERS）
- 母子姦（4月6日、グローリークエスト）
- 浪人生の僕は父の弟である叔父夫婦の家に居候して肩身の狭い思いをしていたが、多忙な叔父のせいで欲求不満の叔母は僕がAVマニアだと知ると部屋にやってきて「スケベなの見せてよ」となんとAV鑑賞! 9（8月7日、VENUS）
- 「あっ! ナマで入っちゃった!」 凄テクオイル素股でチ○ポをマ○コに擦りつけてたら思わずフル勃起からの生挿入! 本番禁止のはずなのに生中出しSEXまでしちゃった4人のお色気巨乳デリヘル嬢（8月17日、グローリークエスト）全4名
- 妻が夫の留守中に若いイケメンを家に連れ込む3日間 ～丁寧な愛撫でトコトン楽しみイった後も結合したまま抱き合って繰り返しセックス～（9月7日、VENUS）
- お色気P●A会長と悪ガキ生徒会（11月16日、グローリークエスト）

2018年
- 妻が夫の留守中に若いイケメンを家に連れ込む3日間 -丁寧な愛撫でトコトン楽しみイった後も結合したまま抱き合って繰り返しセックス- 総集編8時間（1月13日、VENUS）全8名
- 家庭教師のおばさん DX（3月25日、ドリームステージ）全10名
- 夫じゃ満足できないワタシ達どっちがエロいか試して頂戴。伊織涼子 森ななこ（4月12日、タカラ映像）
- 夜這い 真夜中に寝ている夫の隣で中出しされる人妻（5月17日、グローリークエスト）全5名
- ノーパン・ノーブラで僕を誘惑する色っぽい人妻たち 朝倉菜々子 西野あけみ 森ななこ（7月27日、カマタ映像）全3名
- ウチの妻を犯してください…（10月20日、STAR PARADISE）全4名

2019年
- マドンナ歴代の超大作がここに集結-。 美熟女オールスター夢の大共演BEST8時間（3月25日、マドンナ）全70名
- 接吻情事 森ななこ（12月13日、CHoBitcH）

2020年
- 柔肌で抱き心地の良さそうな美しいお姉さんを遠慮なく後ろからズッコンバッコン嵌めちゃいましたぁ！ 森ななこ（3月25日、カムカムぴゅっ！）
- 隣の奥さんは美人で巨乳で床上手 森なな子 フェラ編（9月4日、JUKUJO99）
- 隣の奥さんは美人で巨乳で床上手 森なな子 マットローション編（9月5日、JUKUJO99）
- 隣の奥さんは美人で巨乳で床上手 森なな子 大量潮吹き編（9月6日、JUKUJO99）

2021年
- スタイルが良くてぷにぷにした柔肌がエロくて美味しそうな美熟女とセックスしちゃいましたっ！ 森ななこ（1月18日、カムカムぴゅっ！）
- 団地住まいの奥様は夫には内緒で身近な男とH三昧 森ななこ（3月13日、JUKUJO99）

### アダルトビデオ（オムニバス単体作品、BESTもの）
- 癒し系巨乳 森ななこ（2010年9月2日、グローリークエスト）
- S級熟女コンプリートファイル 森ななこ 4時間（2011年11月19日、VENUS）
- 丸ごと！森ななこBEST 8時間（2011年12月7日、マドンナ）
- 森ななこでござひます。4時間（2011年12月16日、タカラ映像）※総集編
- 森ななこ the BEST（2012年3月16日、マキシング）※ベスト盤
- 森ななこBESTセレクション4時間（2012年6月21日、グローリークエスト）
- 森ななこBEST極美巨乳8時間（2012年7月13日、MOODYZ）
- 森ななこ the BEST 2（2012年7月16日、マキシング）※ベスト盤 「風俗ちゃんねる26」「リアルドキュメント」「イキまくる絶頂女神。」「ボンテージQUEEN」から厳選シーンを収録
- BEST OF 森ななこ（2013年7月5日、アウダースジャパン）※単体ベスト
- モッチモチのおっぱいに癒されたい 森ななこ16時間（2013年9月19日、ROOKIE）※単体ベスト
- 森ななこ 8時間（2014年4月13日、溜池ゴロー）※単体ベスト
- ATTACKERS PRESENTS THE BEST OF 森ななこ（2014年5月7日、ATTACKERS）※単体ベスト「あなた、許して…。」「奴隷ソープに堕とされた人妻」「あなたに愛されたくて。」「夫の目の前で犯されて」を収録
- S級熟女コンプリートファイル 森ななこ4時間 其之弐（2014年5月13日、VENUS）※単体ベスト
- 森ななこの世界（2014年5月13日、AVS collector’s）※単体ベスト
- 絶対!!ベスト 6じかん。 森ななこ（2014年6月6日、ワープエンタテインメント）※単体ベスト
- 森ななこ SPECIAL BEST 8時間（2014年6月25日、美）※単体ベスト
- 森ななこ BEST SELECTION 4時間（2014年7月11日、TMA）※単体ベスト、Blu-ray版同時発売
- 丸ごと! 森ななこ 8時間 ～夢がモリモリGcupグラマラス絶頂15本番!!～（2015年5月7日、マドンナ）※単体ベスト
- 森ななこ おいしいとこだけ4時間（2015年5月16日、MAXING）※単体ベスト
- S級熟女コンプリートファイル 森ななこ4時間（2015年9月20日、熟女画報社）※単体ベスト
- 森ななこ 癒し系色白美乳人妻 25本番5時間（2015年11月16日、MAXING）※単体ベスト
- S級熟女コンプリートファイル 森ななこ 6時間（2017年11月1日、VENUS）※単体ベスト
- Hカップの美人妻 森ななこ（2020年2月20日、STAR PARADISE）
- S級人妻ベストセレクション 森ななこ 艶めく淑女の淫靡な身体 180分（2022年9月20日、STAR PARADISE）
- 「歴史にその名を刻む鬼エロ神美乳スタイル。」S級熟女フルコンプリートBOX 森ななこ16時間4枚組（2023年1月3日、VENUS）
- 美熟女ベスト 森ななこ 4時間 巨乳美尻マドンナ（2023年2月14日、Mellow Moon）

### ネット配信
- 七瀬美香（2009年11月6日、舞ワイフ）
- NANAKO（2010年7月7日、Natural 9）
- NANAKO 2（2011年9月26日、Natural 9）
- ななこ（2014年4月5日、熟女市場）
- ななこ（2015年6月12日、俺の素人）
- フツーのOLさんが今までに経験したことないガチイキSEXを体験！（2019年12月1日、投稿マーケット素人イッてQ）
- ななこさん（2020年9月25日、はめチャンネル）
- ななこさん 2（2020年9月25日、はめチャンネル）
- ななこさん 3（2020年9月25日、はめチャンネル）
- NANAKO（2021年6月5日、A子さん）

## 出演

### 映画
- いんらんな女神たち（2014年1月24日、オーピー映画）監督:金沢勇大 ほか 第2話「屋上」野原マコト 役 ※4話のオムニバス作品 [6]

### オリジナルビデオ
- 肉食系エロナース（2012年11月11日、NAKED FILM）監督:望永斉 - 主演 [7]
- やめてっ、こんなところで！！隣で人が寝ているのに（2014年11月7日、NAKED FILM）監督:浜西ひかり [8]
- ハメられた夫婦交換温泉旅行 2（2015年10月3日、NAKED FILM）監督:ドラゴン西川 [9]
- いけない団地妻（2017年1月8日、NAKED FILM）監督:ドラゴン西川 [10]
- 美人妻の家政婦（2020年、ビデオマーケット）監督:貞邪我 - 主演 ※「昭和姦通物語 ～性虐された人妻家政婦～」（2015年）を編集したもの [11]
- 差し出される人妻（2021年、オルガ）監督:貞邪我 - 主演 [12]
- 交わる人妻たち 森ななこ 川上ゆう（2022年、?）[13]
- 誘惑する女上司 森ななこ 早乙女ルイ（2023年、?）[14]

## 書籍

### 写真集
- 妻恋ごっこ（2013年9月18日、双葉社、撮影：冨貴塚宏樹）ISBN 978-4575305708

### 雑誌
- 週刊プレイボーイ（2008年7月14日、集英社）どこよりも早い!2008下半期デビューの新オナペット12名を大公開 03 森ななこ
- Bejean 2008年8月号（ジーオーディー）
- MADONNA HOUSE 2011年9月号（表紙）DVD付（若生出版）
- 実話大報 2011年09月号（表紙）（ジーオーディー）
- めちゃイイ!! 2012年1月号 DVD付（インテルフィン）
- 溜池ゴローSP顔も身体もサイコーな美熟女達 DVD付（2013年3月19日、インテルフィン）
- やるCan 2014年08月号 DVD付（インテルフィン）